# سفارة اليابان في بولندا
سفارة اليابان في بولندا هي أرفع تمثيل دبلوماسي لدولة اليابان لدى بولندا. تقع السفارة في وهي تهدف لتعزيز المصالح اليابانية في بولندا.

## وصلات خارجية
- قائمة سفارات اليابان
- قائمة السفارات في بولندا